# A keresztény egyház története (Bangha–Ijjas)
A keresztény egyház története  egy nagy terjedelmű, 8 kötetes egyháztörténelmi feldolgozás, amely a kereszténység (elsősorban a Római katolikus egyház) közel 2000 éves történetét ismerteti.

## Jellemzői
A Bangha Béla és Ijjas Antal szerkesztésében napvilágot látott egyenként 3–400 oldalas köteteket a Pázmány Péter Irodalmi Társaság adta ki Budapesten 1937 és 1941 között. A köteteket nem rendelkeznek fakszimile kiadással, azonban az UNITAS egyházi elektronikus könyvtár honlapjáról díjmentesen elérhetők. 

## Kötetbeosztása
Az egyes kötetek a következők voltak:
| Kötetszám   | Szerző                      | Kötetcím                                                                 | Kiadási év | Elektronikus elérhetőség                                             |
| ----------- | --------------------------- | ------------------------------------------------------------------------ | ---------- | -------------------------------------------------------------------- |
| I. kötet    | Bangha Béla, Borbély István | Az ősegyház                                                              | 1937       | UNITAS Archiválva 2018. november 26-i dátummal a Wayback Machine-ben |
| II. kötet   | Loschert Kázmér             | Az egyházatyák kora                                                      | 1937       | UNITAS Archiválva 2018. november 26-i dátummal a Wayback Machine-ben |
| III. kötet  | Gálos László                | Az egyház és a barbár népek                                              | 1938       | UNITAS Archiválva 2018. november 26-i dátummal a Wayback Machine-ben |
| IV. kötet   | Félegyházy József           | A középkor egyháza                                                       | 1939       | UNITAS Archiválva 2018. november 26-i dátummal a Wayback Machine-ben |
| V. kötet    | Ijjas Antal                 | A reneszánsz és a hitszakadás kora                                       | 1939       | UNITAS Archiválva 2018. november 26-i dátummal a Wayback Machine-ben |
| VI. kötet   | Csóka Lajos                 | A katolikus megújhodás kora                                              | 1940       | UNITAS Archiválva 2018. november 26-i dátummal a Wayback Machine-ben |
| VI. kötet   | Meszlényi Antal             | Az egyház és az uralkodói abszolutizmus, Az egyház a forradalmak korában | 1941       | UNITAS Archiválva 2018. november 26-i dátummal a Wayback Machine-ben |
| VIII. kötet | Ijjas Antal                 | A jelenkor egyháztörténete                                               | 1941       | UNITAS Archiválva 2018. november 26-i dátummal a Wayback Machine-ben |